# Чивеца
Чивѐца (на италиански: Civezza; на лигурски: Çivessa, Цивеса) е село и община в Северна Италия, провинция Империя, регион Лигурия. Разположено е на 225 m надморска височина. Населението на общината е 643 души (към 2011 г.).